# Båthustjärnen, Jämtland
Båthustjärnen är en sjö i Bergs kommun i Jämtland och ingår i Ljungans huvudavrinningsområde.